# 越前警察署
越前警察署（えちぜんけいさつしょ）は、福井県警察が管轄する11ある警察署の一つである。識別章所属表示はSL。

## 所在地
- 福井県越前市日野美二丁目33番地

## 管轄区域
- 越前市
- 今立郡池田町
- 南条郡南越前町

## 沿革
- 1881年（明治14年）2月 - 武生警察署が設置される。
- 1949年（昭和24年）4月 - 武生市の市制施行に伴い、武生市警察となる。
- 1954年（昭和29年）7月 - 警察法改正により武生市警察から福井県警察に統合。
- 1999年（平成11年）12月23日 - 庁舎移転新築。
- 2005年（平成17年）10月1日 - 武生市と今立郡今立町が合併して越前市が発足したことに併せ、旧・武生警察署を越前警察署に改称。
- 2008年（平成20年）4月1日 - 今立警察署を廃止し、管轄に越前市（旧今立町の区域）、今立郡池田町を加える。旧今立警察署の本署は越前警察署今立分庁舎に移行。
- 2025年（令和7年）2月 - 今立分庁舎、敷地内建替による新庁舎が完成、翌月移転し業務開始。

## 組織
- 警務課
  - 警務教養係
  - 警察安全相談係
- 会計課
  - 会計係
- 生活安全課
  - 生活安全庶務係
  - 生活安全捜査(第一係・第二係)
  - 少年補導係
- 地域課
  - 指導・通信指令係
- 刑事課
  - 鑑識・庶務係
  - 刑事(第一係～第六係)
- 交通課
  - 交通(第一係～第四係)
- 警備課
  - 警備(第一係・第ニ係)

## 分庁舎
- 今立分庁舎（越前市粟田部町1-5-2）

## 交番
- 駅前交番（越前市府中1丁目11-38）
- 有明交番（越前市高瀬2丁目7-110）
- 南交番（越前市畷町4-7）
- 国高交番（越前市長土呂町7-8-3）
- 今立交番（越前市粟田部町1-5-2：今立分庁舎内）
- 越前たけふ駅前交番（越前市岩内町）

## 駐在所
- 本保駐在所（越前市本保25-3-15）
- 北新庄駐在所（越前市北町43-67-2）
- 味真野駐在所（越前市池泉町5-18-1）
- 北日野駐在所（越前市矢放町18-27-1） -
- 王子保駐在所（越前市今宿町2-3-3）
- 広瀬駐在所（越前市広瀬町123-32-1）
- 白山駐在所（越前市堀町9-3-4）
- 岡本駐在所（越前市新在家町8-41）
- 南中山駐在所（越前市中津山町41-12-8）
- 服間駐在所（越前市領家町21-35-1）
- 今庄駐在所（南越前町今庄27-27-1）
- 南条駐在所（南越前町東大道19-55-1）
- 湯尾駐在所（南越前町湯尾19-3-18）
- 河野駐在所（南越前町河野1-89）
- 池田駐在所（池田町稲荷36-5-1）
- 松ケ谷駐在所（池田町松ケ谷12-22）